# Ђорђе Маринковић (музичар)
Ђорђе Маринковић (Кладово, 19. септембар 1891 — Париз, 1977) био је српски самоуки музичар. Свирао је све жичане инструменте, хармонику и флауту и био је члан Оркестра краљеве гарде. Учествовао је у оба светска рата и био је војник на Солунском фронту. Ратно стање и страдања српске војске изнедрила су песму „Тамо далеко", чији је Ђорђе Маринковић композитор.

## Биографија
Ђорђе Маринковић је рођен у земљорадничкој породици од оца Јона и мајке Флоре у селу Корбово код Кладова. Он је био друго дете у породици и крштен је у православној цркви 29.9.1901. године. Често је посећивао свој родни крај, али његова породична кућа није очувана. Иако се три пута женио, није имао директне потомке.
У Паризу се истакао као професор ретког инструмента - китаре. Аутор је више књига о овом инструменту:
- „Cithare- fascination" за англосаксонско подручје
- „Georges Marinkovitch Son Ensamble", за франкофонске земље
- партитуре „Methode de Cithare Chromatique – Triangle" и „Methode de cithare Tyrolienne"

Свирао је седам инструмената, али је првенство имала виолина. У краљевој гарди свирао је бубњеве, а потом и китару. Године 1922. у Паризу, дуго оспоравана ауторска права на песму „Тамо далеко" , званично су потврђена у његову корист. Како наводи Ратко Јаковљевић (сарадник Историјског архива у Неготину) у генерацијском низу Марковића налазе се свештена лица која су пребивала у области Доњег Кључа у Неготинској Крајини. Утицај породице који се одражава родољубљем посебно се истакао у Другом светском рату. Ратна страдања изнедрила су песму „Тамо далеко" која је уливала наду и бодрост војницима на Солунском фронту. Песма је настала на Крфу 1916. године.
Ову песму, као своју, прихватају и остали учесници рата. На различитим језицима има различите преводе:
- „ Far way over there “ на енгелском
- „ Au loin, au loin sur Corfu “ на француском
- „ Tam v dali “ на чешком и словачком

Познато је да је Никола Тесла изразио жељу да са овога света буде испраћен овом песмом.
Након Првог светског рата одлази у Француску где наступа и ради под псеудонимом Жорж Мариел. Пасош је добио као награду од краља Петра, као награду за информацију да група Арнаута спрема атентат на њега. У каталогу Националне библиотеке Француске, налази се његова биографија у којој се наводи следеће : „Аутор је интерпретатор и композитор, инструменталиста и професор китаре, српског порекла, у Француској је од 1920. године, (…) умро је у Паризу 1977. године. "
Државни врх је сматрао да песме „Тамо далеко", „Марш на Дрину" и „Креће се лађа француска" угрожавају тадашњу политику па због тога ниједна српска грамофонска кућа није смела да их објави. Једна од првих снимљених верзија песме „Тамо далеко“ снимио је хор Радио Београда тек 1966. године. У Србији је Ђорђе Маринковић гурнут у заборав, а у Француској је упамћен као истакнут композитор и музичар.